# Anguilla
För andra betydelser, se Anguilla (olika betydelser).

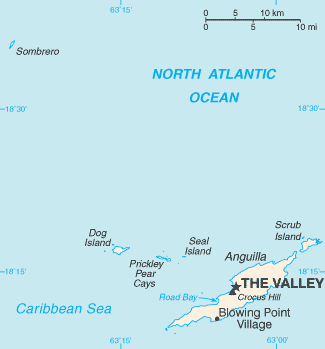
Karta över Anguilla

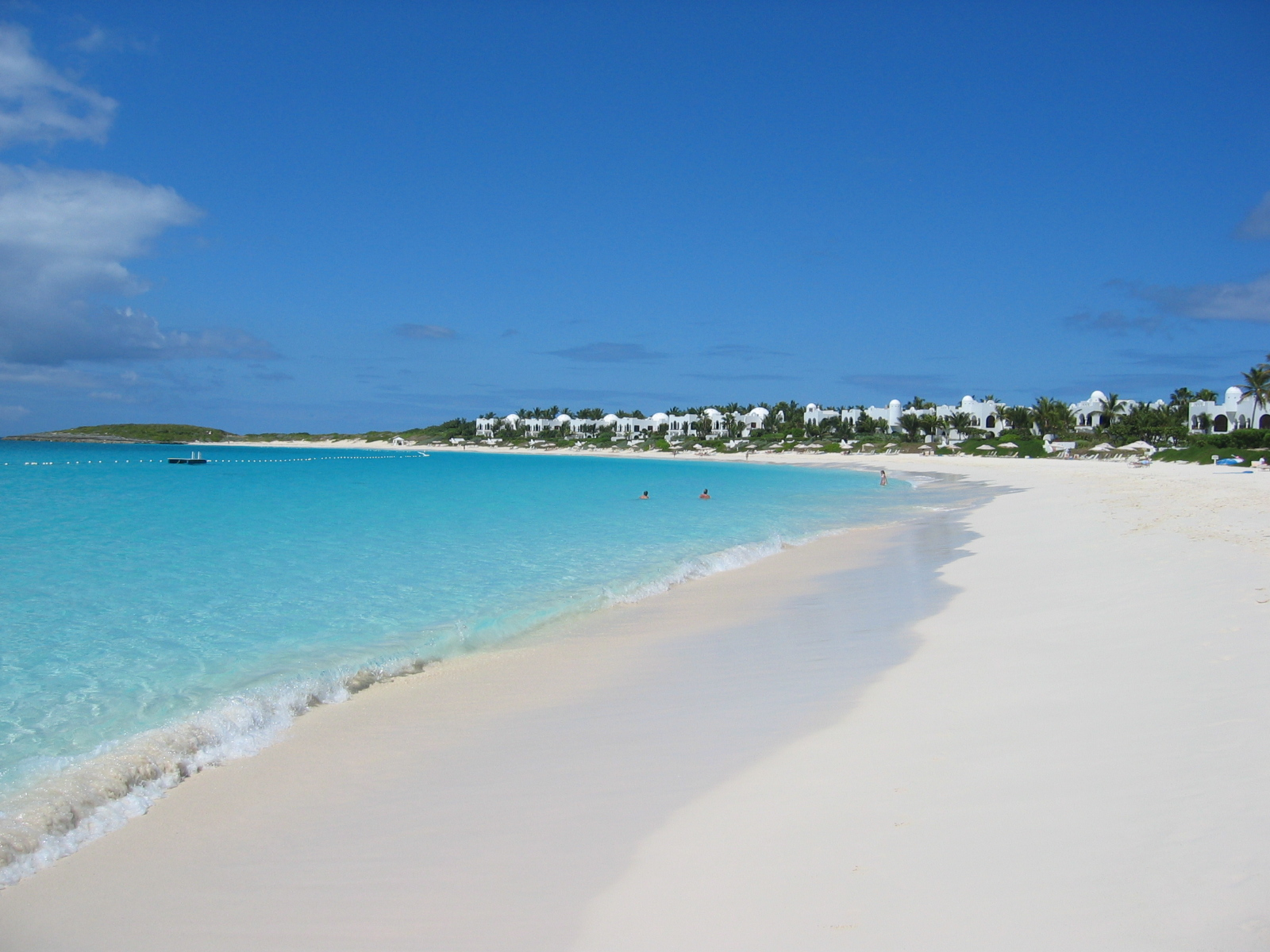
Cap Juluca

Anguilla är ett brittiskt utomeuropeiskt territorium i Karibien med utsträckt självstyre. Anguilla koloniserades av engelsmännen 1650. År 1882 förenades Anguilla med Saint Kitts och Nevis i The Leeward Islands Federation, något som de flesta invånarna var emot. 1971 bröt sig Anguilla ut och 1980 blev ön formellt en egen koloni som av FN anses vara ett icke-självstyrande område. De viktigaste näringarna på ön är fiske och turism.

## Historia
Anguilla besattes första gången i förhistorien av indianska stammar som utvandrade från Sydamerika. Datumet för den första europeiska upptäckten är osäker men vissa källor påstår att Columbus siktade ön år 1493 medan andra hävdar att ön först upptäcktes av fransmännen år 1564 eller 1565. Namnet Anguilla härstammar från ordet ål i många olika europeiska språk (nutida spanska: anguila; franska: anguille; italienska: anguilla). Troligtvis valdes namnet för öns ålliknande form.
Anguilla koloniserades först av engelska nybyggare från Saint Kitts i början av år 1650. Anguilla administrerades av Storbritannien tills början av 1800-talet, då ön införlivades tillsammans med Saint Kitts och Nevis till en enda brittisk besittning, vilket invånarna själva var emot. Efter en kort period som en självutnämnd självständig republik år 1969 blev Anguilla en separat brittisk besittning (en av Brittiska besittningar och protektorat) år 1980.

## Geografi
Anguilla ligger i Karibien, öster om Puerto Rico och är en platt, låglänt ö bestående av korall och kalksten. Ön är ungefär 26 km lång och 5 km bred. Marken är generellt tunn och torftig och vegetationen består av buskskog.
Anguilla är välkänt för sina spektakulära och ekologiskt viktiga korallrev. Bortsett från huvudön Anguilla består landområdet av flera andra småöar och grund som ofta är små och obebodda. Några av dem är:
- Anguillita
- Dog Island
- Prickly Pear Cays
- Scrub Island
- Seal Island
- Sombrero, också känd som Hat Island

Terrängen på Anguilla är nästan platt. Öns högsta punkt är 71 meter över havet. Ön sträcker sig 13,0 kilometer i nord-sydlig riktning, och 22,1 kilometer i öst-västlig riktning.

### Klimat
Anguilla har ett tropiskt och ett något torrt klimat med måttliga nordöstliga passadvindar. Temperaturerna varierar lite under året med grader från 27 °C i december till 30 °C i juli. Nederbörden är oregelbunden med genomsnitt 90 cm per år, där september och oktober är blötast och februari och mars torrast. Anguilla är sårbar för orkaner mellan juni och november.

### Distrikt
Anguilla är indelat i fjorton distrikt:
| Distrikt       | Invånare (2011) |
| -------------- | --------------- |
| Blowing Point  | 870             |
| East End       | 671             |
| George Hill    | 879             |
| Island Harbour | 988             |
| North Hill     | 464             |
| North Side     | 1980            |
| Sandy Ground   | 230             |
| Sandy Hill     | 636             |
| South Hill     | 1722            |
| Stoney Ground  | 1549            |
| The Farrington | 624             |
| The Quarter    | 959             |
| The Valley     | 1067            |
| West End       | 813             |

## Ekonomi
Anguillas tunna torftiga jord är i hög grad olämplig för jordbruk och ön har få landbaserade naturresurser. Den huvudsakliga industrin är turism och fiske där utlandsbaserade företag spelar en viktig roll för ekonomin.
Anguillas nationella toppdomän .ai har ökat i popularitet under 2020-talet. Anguillas finansdepartement förväntar att intäkterna från registrering av .ai-domäner kommer stå för en fjärdedel av territoriets totala intäkter 2023.
Anguillas valuta är östkaribisk dollar men USA-dollar accepteras alltjämt.
Öns flygplats är Clayton J. Lloyd International Airport, även känd som Anguilla Wallblake Airport.

## Demografi
Majoriteten av invånarna (90,08 %) är svarta, ättlingar från slavtransporterna som gick från Afrika. Den växande vita minoriteten utgör 3,74 % och personer av blandat ursprung 4,65 % (2001). 
Omkring 72 % av befolkningen kommer från Anguilla (2001). Av de övriga 28 % som inte kommer från Anguilla härstammar många från USA, Storbritannien, Saint Christopher och Nevis, Dominikanska republiken eller Jamaica.

## Källhänvisningar
1. 1 2 3  ”Country: Saint Vincent and the Grenadines”. The World Factbook. CIA. Arkiverad från originalet den 13 februari 2016. https://web.archive.org/web/20160213093951/https://www.cia.gov/library/publications/the-world-factbook/geos/vc.html. Läst 31 oktober 2014.
2. ↑  ”Non-Self-Governing Territories”. United Nations. http://www.un.org/en/decolonization/nonselfgovterritories.shtml. Läst 29 oktober 2012.
3. ↑  ”Viewfinder Panoramas Digital elevation Model”. http://www.viewfinderpanoramas.org/dem3.html. Läst 21 juni 2015.
4. ↑  ”Districts of Anguilla”. Arkiverad från originalet den 13 februari 2017. https://web.archive.org/web/20170213041841/http://www.geopoliticalmaps.com/geopolitical-map-of-anguilla-districts.php. Läst 28 januari 2017.
5. ↑  ”The Tropical Island With the Hot Domain Name” (på engelska). Bloomberg.com. 31 augusti 2023. https://www.bloomberg.com/news/articles/2023-08-31/ai-startups-create-digital-demand-for-anguilla-s-website-domain-name. Läst 1 september 2023.